# Idioma tracio
El idioma tracio era una lengua indoeuropea hablada en la antigüedad por los tracios en el sureste de Europa.

## Distribución geográfica

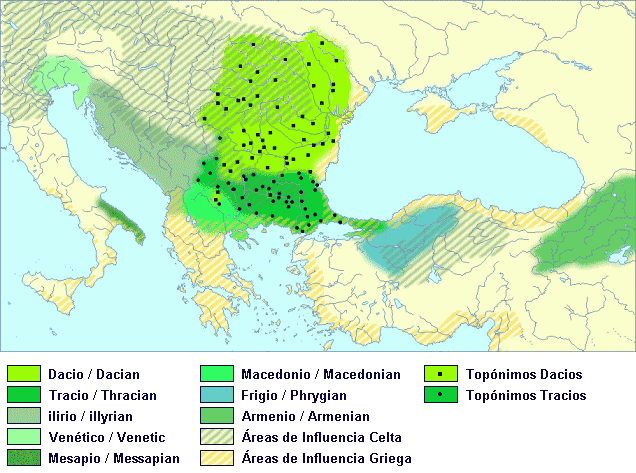
Extensión aproximada del tracio, basada en la distribución de topónimos.

Excepto el dacio, cuya categoría como idioma tracio es polémica, el tracio fue hablado por un considerable número de personas en lo que es en la actualidad Bulgaria meridional, partes de Serbia, de Macedonia del Norte, en Grecia septentrional (sobre todo previo a la expansión de los macedonios), Albania, por toda Turquía europea y en partes de la Turquía noroccidental asiática (como Bitinia). 
Incluyendo Dacia/Getas, fue hablado en Rumania, Bulgaria septentrional, partes de Serbia, de la República de Moldavia, centro oeste y sudoeste de Ucrania, el este de Hungría y en Eslovaquia.

## Inscripciones
Sólo se han hallado cuatro inscripciones tracias. Una en un anillo de oro encontrado en 1912 en la ciudad de Ezerovo, Bulgaria. El anillo fue datado del siglo V a. C. El anillo tiene una inscripción, escrita en alfabeto griego: 
ΡΟΛΙΣΤΕΝΑΣΝ / ΕΡΕΝΕΑΤΙΛ / ΤΕΑΝΗΣΚΟΑ / ΡΑΖΕΑΔΟΜ / ΕΑΝΤΙΛΕΖΥ / ΠΤΑΜΙΗΕ / ΡΑΖ / ΗΛΤΑ
rolisteneasn /ereneatil / teanēskoa / razeadom / eantilezy / ptamiēe / raz / ēlta
No se conoce el significado de la inscripción ni es parecida a ningún otro idioma. Tracólogos, como Georgiev y Dechev, sugirieron varias traducciones de la inscripción, pero son meras conjeturas.
Una segunda inscripción se encontró en 1965 cerca del pueblo de Kjolmen, en el distrito de Preslav , datada del siglo VI a. C. Consta de 56 letras en alfabeto griego, probablemente una inscripción de una estela funeraria similar a una frigia:
ΕΒΑΡ. ΖΕΣΑ ΑΣΝ ΗΝΕΤΕΣΑ ΙΓΕΚ.Α / ΝΒΛΑΒΑΗΕΓΝ / ΝΘΑΣΝΛΕΤΕΔΝΘΕΔΝΕΙΝΔΑΚΑΤΡ.Σ
ebar. zesa asn ēnetesa igek. a / nblabaēegn / nzasnletednzedneindakatr.s
Una tercera inscripción, también en un anillo, hallada en Duvanli, en el distrito de Plovdiv, cerca de la mano izquierda de un esqueleto. Data del siglo V a. C. El anillo tiene la imagen de un jinete con la inscripción alrededor de la misma. Sólo parcialmente legible (16 de 21 iniciales):
ΗΖΙΗ ..... ΔΕΛΕ / ΜΕΖΗΝΑΙ
ēziē ..... dele / mezēnai
ΜΕΖΗΝΑΙ es probable que corresponda a Menzana, la "deidad equina" mesapia a la que eran sacrificados los caballos, comparado también con el albanés mes, mezi y el rumano mânz "potro", derivado de "caballo".
Estas son las inscripciones más largas conservadas. El resto son, principalmente, sólo palabras o nombres en vasijas y otros objetos. Además, elementos lexicográficos tracios han sido dibujados en inscripciones en griego o latín. 
En una inscripción latina de Roma que habla de un ciudadano de la provincia romana de Tracia, se ha hallado la frase Midne potelense; se ha interpretado que indica el lugar de origen del tracio, siendo midne el equivalente tracio del latín vicus, "pueblo". Si es correcto, la palabra tracia estaría próxima del
cognado (mitne, "una vivienda") en letón, un idioma báltico. Podría estar conectada también con el término búlgaro para vivienda "mitnitsa".

## Clasificación
El tracio era un idioma indoeuropeo, un idioma satem. Los detalles de su afiliación y sitio dentro de los restos indoeuropeos están poco claros. Se postula que junto con el dacio formó un subgrupo denominado daco-tracio.

## Extinción
La mayoría de los tracios o bien fueron helenizados (la provincia de Tracia) o romanizados (Dacia, etc.). Sin embargo, pequeños grupos de tracios quizá existieran cuando llegaron los eslavos a los Balcanes en el siglo VI, y teóricamente algunos tracios pudieron ser eslavizados. Hay eruditos[¿quién?] que han propuesto que los actuales albaneses pueden ser descendientes directos de los tracios, quienes no fueron asimilados dentro del pueblo invasor, pero esto es controvertido.